# 3-тя група ССО ВМС США
3-тя група ССО ВМС США (англ. Naval Special Warfare Group 3) — військове формування, одна з 6 бойових груп сили спеціальних операцій військово-морських сил США, які об'єднуються під загальним керівництвом Командування військово-морських спеціальних операцій ВМС США для виконання різнорідних спеціальних операцій. 3-тя група ССО укомплектована особовим складом, який організований, навчений, тренований, оснащений та озброєний для виконання завдань спецоперацій у морській, річковій та прибережній зонах середовища. Група діє, як правило, в інтересах угруповань флоту США та в цілях захисту національних інтересів, й здатна виконувати завдання, як у мирний час, так й у ворожому середовищі, а також за умови локальної або звичайної війни.
Група ССО дислокується на військово-морській базі амфібійних сил у Коронадо, в штаті Каліфорнія. До 2008 року, група мала у своєму складі дві команди доставки SEAL: SDVT-1 з базуванням у Перл-Гарборі та SDVT-2 — у Літл-Крик, Вірджинія. У 2008 команда SDVT-2 була об'єднана з SDVT-1, штаб якої передислокований до Сан-Дієго, а бойові підрозділи залишилися на попередніх базах. Взвод у складі команди доставки SEAL, має у своєму штаті 12—15 морських котиків SEAL.